# Thinopinus
Thinopinus is een monotypisch geslacht van kevers uit de familie van de kortschildkevers (Staphylinidae).

## Soort
- Thinopinus pictus LeConte, 1852